# Tommaso Maria Zigliara
Tommaso Maria Zigliara, född 29 oktober 1833 i Bonifacio på Korsika, död 10 maj 1893 i Rom, var en romersk-katolsk präst tillhörande dominikanerorden, kardinal och framstående nythomistisk filosof och teolog. Han bidrog bland annat till Leo XIII:s encyklikor Aeterni Patris och Rerum Novarum, var huvudredaktör för den av Leo XIII anmodade "Leonina-utgåvan" av Thomas av Aquinos verk och författare till en inflytelserik handbok i thomistisk filosofi, Summa Philosophica.
Zigliara prästvigdes 1856 av kardinal Gioacchino Pecci och utsågs 1893 av densamme, som då blivit påve Leo XIII, till kardinalbiskop av Frascati, men avled innan han hann bli biskopsvigd.
Zigliara är begravd i dominikanernas kapell på Campo Verano i Rom.